# 牛頓 (喬治亞州)
牛頓（英語：Newton）是一個位於美國喬治亞州貝克縣的城市。根據2010年美國人口普查，該地人口為654人，而該地的面積約為7.80平方千米。同時該地也是貝克縣的縣治。

## 地理
牛頓的座標為31°19′00″N 84°20′22″W / 31.31667°N 84.33944°W，而該地的平均海拔高度為43米（即141英尺）。